# Сан-Марино на Дитячому пісенному конкурсі Євробачення
Сан-Марино на Дитячому пісенному конкурсі Євробачення брало участь чотири рази: у 2013, 2014, 2015 та 2024 роках. Найкращий результат країні на Дитячому Євробачення приніс її перший представник Мікеле Перніола, що виконав пісню «O-o-O Sole intorno a me» (О-о-О Сонце навколо мене) на конкурсі 2013 року, що пройшов у Києві, Україна. Перніола посів 10 місце з 42 балами. Після відмови від участі у Дитячому Євробаченні 2015 року Сан-Марино не поверталося на конкурс 8 років до 2024 року, коли країна офіційно оголосила про повернення.

## Учасники
Умовні позначення
     Переможець
     Друге місце
     Третє місце
     Четверте місце
     П'яте місце
     Останнє місце
| Рік                               | Місце проведення | Учасник           | Пісня                                                | Місце | Бали |
| --------------------------------- | ---------------- | ----------------- | ---------------------------------------------------- | ----- | ---- |
| 2013                              | Київ             | Мікеле Перніола   | «O-o-O Sole intorno a me» (О-о-О Сонце навколо мене) | 10    | 42   |
| 2014                              | Марса            | The Peppermints   | «Breaking My Heart» (Розбити моє серце)              | 15    | 21   |
| 2015                              | Софія            | Камілла Ісмаїлова | «Mirror» (Дзеркало)                                  | 14    | 36   |
| Не брала участі у 2016-2023 роках |                  |                   |                                                      |       |      |
| 2024                              | Мадрид           | Idols SM          | «Come noi» (Як ми)                                   | 17    | 47   |
| 2025                              |                  |                   |                                                      |       |      |

## Історія голосування (2013-2024)
| №  | Дано               | Дано | Отримано           | Отримано |
| №  | Країна             | Очок | Країна             | Очок     |
| -- | ------------------ | ---- | ------------------ | -------- |
| 1  | Мальта             | 39   | Україна            | 13       |
| 2  | Грузія             | 24   | Росія              | 11       |
| 3  | Вірменія           | 23   | Італія             | 9        |
| 4  | Росія              | 21   | Білорусь           | 6        |
| 5  | Італія             | 18   | Вірменія           | 6        |
| 6  | Білорусь           | 16   | Мальта             | 3        |
| 7  | Україна            | 16   | Азербайджан        | 2        |
| 8  | Нідерланди         | 12   | Молдова            | 2        |
| 9  | Сербія             | 11   | Швеція             | 2        |
| 10 | Кіпр               | 8    | Нідерланди         | 2        |
| 11 | Іспанія            | 8    | Словенія           | ―        |
| 12 | Албанія            | 7    | Грузія             | ―        |
| 12 | Франція            | 7    | Албанія            | ―        |
| 14 | Словенія           | 6    | Австралія          | ―        |
| 15 | Швеція             | 5    | Кіпр               | ―        |
| 16 | Австралія          | 3    | Сербія             | ―        |
| 16 | Молдова            | 3    | Ірландія           | ―        |
| 18 | Азербайджан        | 2    | Хорватія           | ―        |
| 19 | Ірландія           | 1    | Північна Македонія | ―        |
| 19 | Хорватія           | 1    | Франція            | ―        |
| 19 | Північна Македонія | 1    | Іспанія            | ―        |